# Temporada 2005 del Campeonato Mundial de Turismos
El Campeonato Mundial de Turismos de 2005 fue la segunda temporada del Campeonato Mundial de Turismos. Comenzó el 10 de abril y terminó el 20 de noviembre después de 20 carreras. El campeonato está abierto a turismos según las normas Super 2000 de la FIA.

## Pilotos y equipos
| N.º  | Piloto                    | Equipo                                         | Coche                         |
| ---- | ------------------------- | ---------------------------------------------- | ----------------------------- |
| 1    | Andy Priaulx              | BMW Team UK                                    | BMW 320i                      |
| 2    | Gabriele Tarquini         | Alfa Romeo Racing Team                         | Alfa Romeo 156                |
| 3    | James Thompson            | Alfa Romeo Racing Team                         | Alfa Romeo 156                |
| 4    | Alessandro Zanardi        | BMW Team Italy/Spain                           | BMW 320i                      |
| 5    | Antonio García            | BMW Team Italy/Spain                           | BMW 320i                      |
| 6    | Fabrizio Giovanardi       | Alfa Romeo Racing Team                         | Alfa Romeo 156                |
| 7    | Augusto Farfus Jr.        | Alfa Romeo Racing Team                         | Alfa Romeo 156                |
| 8    | Rickard Rydell            | SEAT Sport                                     | SEAT Toledo Cupra & SEAT León |
| 9    | Jordi Gené                | SEAT Sport                                     | SEAT Toledo Cupra & SEAT León |
| 10   | Peter Terting             | SEAT Sport                                     | SEAT Toledo Cupra & SEAT León |
| 11   | Jason Plato               | SEAT Sport                                     | SEAT Toledo Cupra             |
| 12   | Marc Carol                | SEAT Sport                                     | SEAT Toledo Cupra             |
| 14   | Thomas Klenke             | Ford Hotfiel Sport                             | Ford Focus                    |
| 15   | Thomas Jäger              | Ford Hotfiel Sport                             | Ford Focus                    |
| 16   | Michael Funke             | Ford Hotfiel Sport                             | Ford Focus                    |
| 17   | Patrick Bernhardt         | Ford Hotfiel Sport                             | Ford Focus                    |
| 18*  | Carlos Mastretta Aguilera | GR Asia                                        | SEAT Toledo Cupra             |
| 19*  | Valle Mäkelä              | GR Asia                                        | SEAT Toledo Cupra             |
| 20*  | Tom Coronel               | GR Asia                                        | SEAT Toledo Cupra             |
| 21   | Robert Huff               | Chevrolet                                      | Chevrolet Lacetti             |
| 22   | Nicola Larini             | Chevrolet                                      | Chevrolet Lacetti             |
| 23   | Alain Menu                | Chevrolet                                      | Chevrolet Lacetti             |
| 24*  | Soheil Ayari              | Peugeot Sport Denmark                          | Peugeot 407                   |
| 25*  | Éric Hélary               | Peugeot Sport Denmark                          | Peugeot 407                   |
| 26*  | Roberto Colciago          | JAS Motorsport                                 | Honda Accord Euro R           |
| 27*  | Adriano de Micheli        | JAS Motorsport                                 | Honda Accord Euro R           |
| 28*  | Carl Rosenblad            | Crawford Racing                                | BMW 320i                      |
| 29*  | Stéphane Ortelli          | Team ORECA Playstation                         | SEAT Toledo Cupra             |
| 30*  | Stefano d'Aste            | Proteam Motorsport                             | BMW 320i                      |
| 31*  | Giuseppe Cirò             | Proteam Motorsport                             | BMW 320i                      |
| 32*  | Marc Hennerici            | Wiechers-Sport                                 | BMW 320i                      |
| 33*  | Adam Lacko                | IEP Team                                       | Alfa Romeo 156GTA BMW 320i    |
| 34*  | Tomas Engström            | Honda Dealer Team Sweden - Engström Motorsport | Honda Accord Euro R           |
| 35*  | Jens Hellström            | Honda Dealer Team Sweden - Engström Motorsport | Honda Civic Type R            |
| 36*  | Sascha Plöderl            | RS-Line IPZ Racing                             | Ford Focus                    |
| 37*  | Frank Diefenbacher        | RS-Line IPZ Racing                             | Ford Focus                    |
| 38*  | Erkut Kizilirmak          | GR Asia                                        | SEAT Toledo Cupra             |
| 39*  | Simon Harrison            | JAS Motorsport                                 | Honda Accord Euro R           |
| 40*  | Polo Villaamil            | GR Asia                                        | SEAT Toledo Cupra             |
| 41   | Duncan Huisman            | BMW Team UK                                    | BMW 320i                      |
| 42   | Jörg Müller               | BMW Team Germany                               | BMW 320i                      |
| 43   | Dirk Müller               | BMW Team Germany                               | BMW 320i                      |
| 44** | James Kaye                | GR Asia                                        | SEAT Toledo Cupra             |
| 51*  | Salvatore Tavano          | DB Motorsport                                  | Alfa Romeo 156                |
| 52*  | Andrea Larini             | DB Motorsport                                  | Alfa Romeo 156                |
| 53*  | Gianluca de Lorenzi       | GDL Racing                                     | BMW 320i                      |
| 54*  | Stefano Valli             | Zerocinque Motorsport                          | BMW 320i                      |
| 55*  | Alessandro Balzan         | Scuderia del Girasole                          | SEAT Toledo Cupra             |
| 56   | André Couto               | Alfa Romeo Racing Team                         | Alfa Romeo 156                |
| 61** | Lei Chong Seng            | Lei Chong Seng                                 | Honda Civic Type R            |
| 62*  | Ao Chi Hong               | Ao's Racing Team                               | BMW 320i                      |
| 63*  | Paul Poon                 | Engstler Motorsport                            | BMW 320i                      |
| 64*  | Peter Scharmach           | Engstler Motorsport                            | BMW 320i                      |
| 65*  | Hironori Takeuchi         | Ao's Racing Team                               | Toyota Altezza                |
| 99*  | Lo Ka Fai                 | GR Asia                                        | SEAT Toledo Cupra             |

## Calendario 2005
Cada carrera comprende dos mangas de 50 Kilómetros cada una. La parrilla de la primera carrera se configura con una sesión de calificación y la parrilla de la segunda carrera se configura con los resultados de la primera carrera y con inversión de las posiciones de los ocho primeros clasificados.
| Carrera | Fecha            | País         | Circuito          | Piloto ganador      |
| ------- | ---------------- | ------------ | ----------------- | ------------------- |
| 1       | 10 de abril      | Italia       | Monza             | Dirk Müller         |
| 2       | 10 de abril      | Italia       | Monza             | James Thompson      |
| 3       | 1 de mayo        | Francia      | Magny-Cours       | Jörg Müller         |
| 4       | 1 de mayo        | Francia      | Magny-Cours       | Jörg Müller         |
| 5       | 15 de mayo       | Gran Bretaña | Silverstone       | Gabriele Tarquini   |
| 6       | 15 de mayo       | Gran Bretaña | Silverstone       | Rickard Rydell      |
| 7       | 29 de mayo       | San Marino   | Imola             | Fabrizio Giovanardi |
| 8       | 29 de mayo       | San Marino   | Imola             | Dirk Müller         |
| 9       | 26 de junio      | México       | Puebla            | Fabrizio Giovanardi |
| 10      | 26 de junio      | México       | Puebla            | Peter Terting       |
| 11      | 30 de julio      | Bélgica      | Spa-Francorchamps | Dirk Müller         |
| 12      | 30 de julio      | Bélgica      | Spa-Francorchamps | Fabrizio Giovanardi |
| 13      | 28 de agosto     | Alemania     | Oschersleben      | Andy Priaulx        |
| 14      | 28 de agosto     | Alemania     | Oschersleben      | Alessandro Zanardi  |
| 15      | 18 de septiembre | Turquía      | Estambul          | Fabrizio Giovanardi |
| 16      | 18 de septiembre | Turquía      | Estambul          | Gabriele Tarquini   |
| 17      | 8 de octubre     | España       | Cheste            | Jordi Gené          |
| 18      | 8 de octubre     | España       | Cheste            | Jörg Müller         |
| 19      | 20 de noviembre  | Macao        | Macao             | Augusto Farfus Jr.  |
| 20      | 20 de noviembre  | Macao        | Macao             | Duncan Huisman      |

## Resultados del Campeonato

### Pilotos
Sistema de Puntos: 10-8-6-5-4-3-2-1 para los ocho primeros clasificados.

### Constructores
| Pos. | Constructor | Coche                         | Victorias | Puntos |
| ---- | ----------- | ----------------------------- | --------- | ------ |
| 1    | BMW         | BMW 320i                      | 9         | 273    |
| 2    | Alfa Romeo  | Alfa Romeo 156                | 8         | 237    |
| 3    | SEAT        | SEAT Toledo Cupra & SEAT León | 3         | 185    |
| 4    | Chevrolet   | Chevrolet Lacetti             | 0         | 68     |
| 5    | Ford        | Ford Focus                    | 0         | 14     |

## TrofeoMichelin

### Pilotos
Sistema de Puntos: 10-8-6-5-4-3-2-1 para los ocho primeros clasificados en los independientes

### Equipos
| Pos | Equipo                                         | Coche                                  | Victorias | Puntos |
| --- | ---------------------------------------------- | -------------------------------------- | --------- | ------ |
| 1   | Proteam Motorsport                             | BMW 320i                               | 4         | 203    |
| 2   | GR Asia                                        | SEAT Toledo Cupra                      | 5         | 142    |
| 3   | Wiechers-Sport                                 | BMW 320i                               | 5         | 114    |
| 4   | Crawford Racing                                | BMW 320i                               | 2         | 94     |
| 5   | JAS Motorsport                                 | Honda Accord Euro R                    | 2         | 89     |
| 6   | DB Motorsport                                  | Alfa Romeo 156                         | 0         | 35     |
| 7   | Scuderia del Girasole                          | SEAT Toledo Cupra                      | 1         | 21     |
| 8   | GDL Racing                                     | SEAT Toledo Cupra                      | 0         | 20     |
| 9   | IEP Team                                       | Alfa Romeo 156GTA BMW 320i             | 0         | 13     |
| 10  | Honda Dealer Team Sweden - Engström Motorsport | Honda Accord Euro R Honda Civic Type R | 0         | 8      |
| 11  | RS-Line IPZ Racing                             | Ford Focus ST170                       | 0         | 4      |
| 12  | Zerocinque Motorsport                          | BMW 320i                               | 0         | 4      |

- Datos: Q384201